# Alex Warren
Alex Warren (Carlsbad, Californië, 18 september 2000) is een Amerikaanse singer-songwriter en youtuber. Ook is hij populair op TikTok en Instagram.

## Biografie

### Internet
Alex Warren werd geboren in Carlsbad, Californië. Hij groeide op met skateboarden en deelde zijn eerste content over skateboarden in mei 2015 op Instagram. In 2019 richtte hij de TikTokgroep The Hype House op. Een jaar later werd hij de presentator van de realityshow AwesomenessTV's Next Influencer op YouTube. In 2021 verscheen er op Netflix een serie zonder script genaamd The Hype House. Warren  groeide uit tot een van de sterren van deze show.

### Muziek
Muziek zat al op jonge leeftijd bij Warren in het bloed. Via zijn vader, die een Fender-gitaar voor hem kocht, leerde hij bands als Coldplay, Linkin Park en Train kennen. In 2021 besloot Warren om vol voor de muziek te gaan. Hij bracht dat jaar zijn eerste single "One More I Love You" uit, die gaat over zijn traumatische jeugd. Datzelfde jaar volgden de singles "Screaming Underwater" en "Remember Me Happy". Laatstgenoemde schreef hij op de dag dat zijn moeder overleed.
Een jaar later tekende Warren een platencontract bij Atlantic Records.  "Headlights" werd de eerste single die hij uitbracht bij dit label. Later kwamen daar nog de nummers "Chasing Shadows", "Give You Love", "Change Your Mind", "How Could You (Be Ok)" en "Yard Sale" bij.
In februari 2024 beleefde Warren zijn internationale doorbraak met de ballad Before You Leave Me. Deze plaat leverde hem meteen een top 10-hit op in Nederland en België. De volgende single "Save You a Seat" deed niets in de hitlijsten maar opvolger Carry You Home werd Warrens tweede hit in het Nederlandse taalgebied en overtrof het succes van "Before You Leave Me". Begin september 2024 kwam de single Troubled Waters uit, maar die deed niet veel in de hitparades. Opvolger Burning Down werd een veel grotere hit.
Begin 2025 bracht Warren de single Ordinary uit, waarmee hij in diverse landen de nummer 1-positie bererikte, waaronder Nederland.

## Hitlijsten

### Singles
| Single met eventuele hitnotering(en) in de Nederlandse Top 40 | Datum van verschijnen | Datum van binnenkomst | Hoogste positie | Aantal weken | Opmerkingen |
| ------------------------------------------------------------- | --------------------- | --------------------- | --------------- | ------------ | ----------- |
| Before You Leave Me                                           | 2024                  | 16-03-2024            | 5               | 24           |             |
| Carry You Home                                                | 2024                  | 08-06-2024            | 4               | 29           | Alarmschijf |
| Troubled Waters                                               | 2024                  | 07-09-2024            | tip23           | 3            |             |
| Burning Down                                                  | 2024                  | 20-09-2024            | 7               | 25           | Alarmschijf |
| Ordinary                                                      | 2025                  | 08-02-2025            | 1(17wk)         | 26           | Alarmschijf |
| Bloodline                                                     | 2025                  | 22-05-2025            | 15              | 12           | Jelly Roll  |
| Eternity                                                      | 2025                  | 18-07-2025            | 16              | 3            | Alarmschijf |

| Single met hitnotering(en) in de Vlaamse Ultratop 50 | Datum van verschijnen | Datum van binnenkomst | Hoogste positie | Aantal weken | Opmerkingen |
| ---------------------------------------------------- | --------------------- | --------------------- | --------------- | ------------ | ----------- |
| Before You Leave Me                                  | 2024                  | 16-03-2024            | 10              | 23           |             |
| Carry You Home                                       | 2024                  | 08-06-2024            | 6               | 40           | Goud        |
| Burning Down                                         | 2024                  | 09-11-2024            | 5               | 25           |             |
| Ordinary                                             | 2025                  | 23-02-2025            | 1(3wk)          | 25*          |             |
| Bloodline                                            | 2025                  | 22-05-2025            | 6               | 10*          | Jelly Roll  |
| Eternity                                             | 2025                  | 18-07-2025            | 50              | 1            |             |
| On My Mind                                           | 2025                  | 10-08-2025            | 34              | 1            | met Rosé    |

## Privéleven
Bij Warrens vader werd twee keer terminale kanker vastgesteld en hij overleed aan nierkanker nadat Warren negen jaar werd. Zijn moeder worstelde met een alcoholverslaving, met als gevolg dat Warren het huis moest verlaten toen hij een tiener was. Hij was dakloos en sliep een tijdje in de auto van zijn vrienden.
Warren begon in 2018 een relatie met Instagrammer Kouvr Annon. Het stel verloofde in december 2022 en trouwde op 22 juni 2024.